# I creatori di mostri
I creatori di mostri è un romanzo di fantascientifico del 1959 scritto da Roberta Rambelli.
È il numero 51 della serie Urania Collezione.

## Trama
Krisna è uno psicologo incaricato di comprendere per quale motivo, alcuni astronauti risiedenti sull'astronave Kappa (un'astronave di ricerca), improvvisamente impazziscano, credendo di venire divorati da mostruose creature simili a formiche rosse.
Dopo alcuni giorni di calma, i membri della Kappa, la portano a trovare un'astronave interamente d'oro massiccio, con uno squarcio, come probabile causa della deriva. L'astronave è vuota e sembra essere un'opera costruita da umanoidi.
Qualche giorno dopo, viene trovato un pianeta abitato da protoscimmie al cui comando si rivela essere un leone. Il leone si dimostra una creatura estremamente intelligente e spiega loro l'ecosistema del suo pianeta, composto da lui e la sua famiglia a protezione degli ominidi loro assistenti ma non servi. Successivamente il Leone spiega loro che l'astronave incontrata, era una creazioni di popoli vissuti in un altro pianeta e da loro le coordinate per raggiungerlo.
All'arrivo sul nuovo pianeta lo scoprono abitato effettivamente da creature umanoidi, sviluppatesi in uno stadio evolutivo primitivo. Le prime creature incontrate risultano essere dei cacciatori attaccati da un orribile mostruosità. Dopo averli salvati e con molta fatica, i componenti della Kappa, riescono a evitare di essere distrutti dal potere psichico delle creature incontrate. Una volta stabilito una comunicazione telepatica con gli umanoidi, Krisna comprende il loro terrore per un popolo venuto da un pianeta non troppo lontano. Gli invasori sconosciuti, dopo un primo e feroce attacco e dopo aver reso impossibile ogni via di fuga, erano misteriosamente spariti. Durante una perlustrazione, alcuni membri scesi sul pianeta, intercettano una comunicazione radio imprecisa e il comandante della Kappa, decide di muoversi in direzione della sorgente dell'onda.
Lasciato anche questo pianeta, e in prossimità di un altro, improvvisamente un componente della Kappa, subisce un attacco psichico. L'attacco viene involontariamente sventato dalla chiamata del comandante della Kappa. Krisna e Kovàcs, decidono di scendere e cercare di sgominare i creatori di mostri.
Appena arrivati trovano un pianeta deserto, in cui una civiltà violenta, ha lasciato solo cumuli di macerie. Entrati in quello che sembra essere il municipio, scoprono nello scantinato un mausoleo, con molti degli abitanti rinchiusi in cilindri pieni di liquido conservante. Rimasti chiusi dentro, odono tramite la voce del computer centrale, il messaggio di morte degli abitanti del pianeta su cui si trovano.
Questi abitanti avendo vissuto in una civiltà violenta e dissoluta, si erano rinchiusi come ultimo scampo alla morte, in questo cimitero conservante. Intenzionati a non lasciare a nessuno la possibilità di riuscire a dominare l'universo, avevano progettato un sistema di onde radio per far impazzire chiunque le sentisse. Inoltre la voce meccanica comunica loro, che è stata attivata una bomba per distruggere l'intero pianeta.
Ma l'intervento dei componenti della Kappa e le loro apparecchiature, permettono di disinnescare la bomba e di salvare Krisna e Kovàcs dal mausoleo.

## Edizioni
- Roberta Rambelli, I creatori di mostri, collana Urania Collezione n° 51, Cles, Mondadori, 2007  [1959].